# JR Central série 315
La série 315 (315系, 315-kei) (315けいでんしゃ/315 keidensha ou JR東海315系電車) est un type de rame automotrice électrique, exploitée par la JR Central pour les services de banlieue et périurbains dans l'aire urbaine de Nagoya.

## Histoire
L'introduction d'un nouveau matériel de banlieue a été annoncée le 22 janvier 2020 dans le but de remplacer les séries 211, 213 et 311 fabriquées avant et juste après la privatisation de la Japanese National Railways en 1987. L'exploitation commerciale a commencé entre Nagoya et Nakatsugawa sur la ligne principale Chūō.
Jusqu'à présent, tous les trains "locaux" nouvellement introduits par la JR Central étaient classés comme de type suburbain, mais ce type est le premier type de banlieue.
Toutes les voitures sont fabriquées par Nippon Sharyo, et c'est le premier modèle qui adopte la marque de nouvelle génération de la société "N-QUALIS". Toshiba Infrastructure Systems a reçu des commandes pour les équipements électriques.

## Description

### Extérieur
La caisse est essentiellement en acier inoxydable et la structure supérieure est en acier. Le soudage au laser est utilisé pour améliorer la finition. En plus d'améliorer la résistance, en revoyant totalement la disposition des éléments de structure, le panneau extérieur lisse, caractéristique de "N-QUALIS", a été réalisé. La longueur de toutes les caisses est unifiée à 20 100 mm. La largeur de caisse est de 2 978 mm, la hauteur du toit est de 3 630 mm et la hauteur du plancher est de 1 140 mm, ce qui est commun avec la série 313. Les fenêtres continues latérales ont été supprimées et des piliers Fukiyose ont été érigés entre les fenêtres comme contre-mesures contre les collisions latérales.
Les couleurs extérieures sont le blanc et l'orange, la couleur de la compagnie. Il y a une ligne orange au-dessus des portes latérales et superposée aux vitres latérales, et une ligne blanche en dessous. Le nez est de couleur blanche depuis la girouette jusqu'au bas de la porte traversante, et une bande orange sous la vitre avant. Un phare elliptique contient les feux avant et arrière utilisant des LED à haute intensité.

### Intérieur
Le design intérieur est basé sur le concept "d'un espace de déplacement doux et confortable avec un sentiment de sécurité", et a été amélioré avec des installations sans obstacle, une sécurité renforcée dans le véhicule et une climatisation et un confort d'assise améliorés.
Les sièges sont des sièges longitudinaux, avec 4 sièges à l'extrémité de la voiture et 11 sièges entre les portes. La largeur du siège est de 460 mm, soit 1 cm de plus que la série 211. Alors que la couleur de base de l'intérieur de la voiture est le bleu, la couleur des sièges et du plancher des sièges prioritaires a été modifiée pour améliorer la visibilité. Un verre anti-UV à double couche qui coupe 99% des rayons infrarouges et des rayons ultraviolets a été adopté pour les fenêtres évitant l'installation de rideaux .
Le dispositif d'affichage d'informations embarqué est le premier écran LCD dans un wagon de train local JR Central, un étant installé au-dessus de chaque porte. De plus, des caméras de sécurité sont installées à 5 emplacements et des dispositifs d'appel d'urgence sont installés à 3 emplacements dans chaque voiture.
Il y a des toilettes accessible aux fauteuils roulants dans le train et un espace UFR dans chaque voiture.
Le dispositif de commande de porte (moteur de porte) est fabriqué par Fuji Electric, et c'est le premier type d'entraînement électrique utilisé dans les trains JR Central.
L'intelligence artificielle est utilisée pour la première fois dans les climatiseurs des véhicules ferroviaires nationaux, et le contrôle est constamment optimisé. De plus, une des voitures de la formation à 8 caisses est la première voiture à faible climatisation de JR Central.

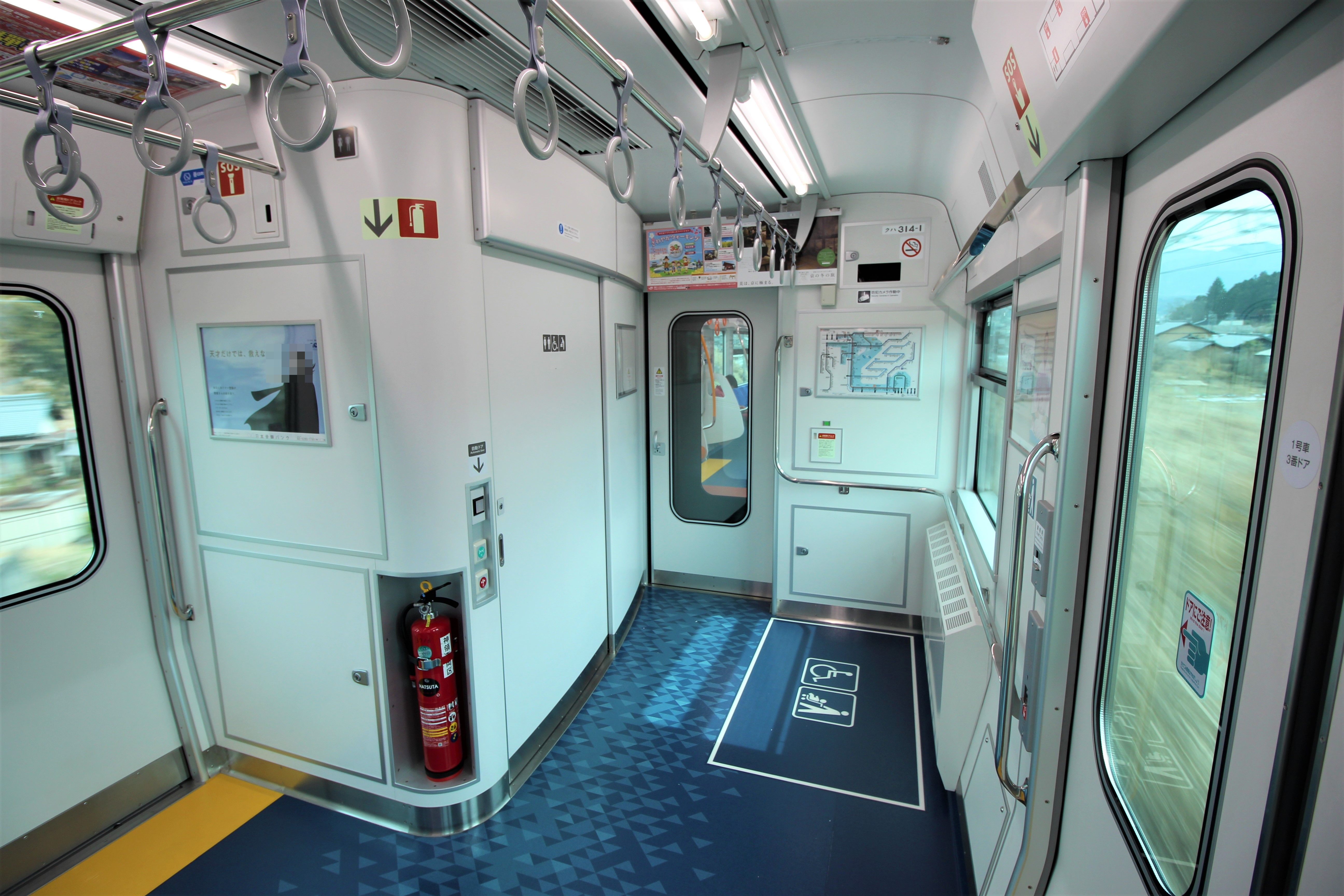
Espace UFR et toilettes universelles

### Caractéristiques techniques
Il est prévu d'installer un dispositif de stockage d'énergie de secours issu de la technologie du Shinkansen N700S, et jusqu'à la 7e rame de 8 voitures produite est un travail préparatoire (prévu pour être installé après l'été 2022). À partir de la 8e rame de 8 voitures et des rames de 4 voitures ce système est installé directement à l'usine de construction. Ethernet a été adopté pour le dispositif de transmission de contrôle, ce qui a conduit à une amélioration de la vitesse de transmission.
Le système de contrôle du véhicule se compose d'un onduleur VVVF qui entraîne le moteur principal et d'une alimentation auxiliaire qui fournit de l'énergie pour le train. Des éléments SiC sont utilisés pour les éléments de l'onduleur et la consommation d'énergie est réduite de 35 % par rapport à la série 211, y compris d'autres mesures d'économie d'énergie. En cas de panne d'un onduleur, nous avons introduit une fonction de compensation des performances qui garantit les mêmes performances de fonctionnement en puissance que lorsque le train est en bon état. La compensation des performances est possible jusqu'à 2 pannes d'onduleur dans une rame à 8 voitures et d'un onduleur dans une rame de 4 voitures .
La série 315 utilise le même bogie de sécurité (C-DT69  bogie moteur, C-TR257  bogie porteur) que la série HC85. Dans les véhicules japonais, il est nommé "Bogie NS". Les poutres horizontales et les poutres latérales sont intégrées par emboutissage, ce qui réduit le nombre de soudures importantes d'environ 60% par rapport à la série 313, améliore la fiabilité du châssis de bogie, et réduit la maintenance en raccourcissant le temps nécessaire à l'inspection lors de l'inspection et de la réparation. Un type tandem est adopté pour le système de support de boîte d'essieu, et la charge verticale est supportée par des ressorts hélicoïdaux. Les charges gauche et droite, avant et arrière sont supportées par du caoutchouc laminé conique disposé à différents niveaux. La transmission continue d'utiliser le système d'entraînement WN (Westinghouse-Natal) de la voiture prédécesseur de série HC85 qui est apparue en 2019.

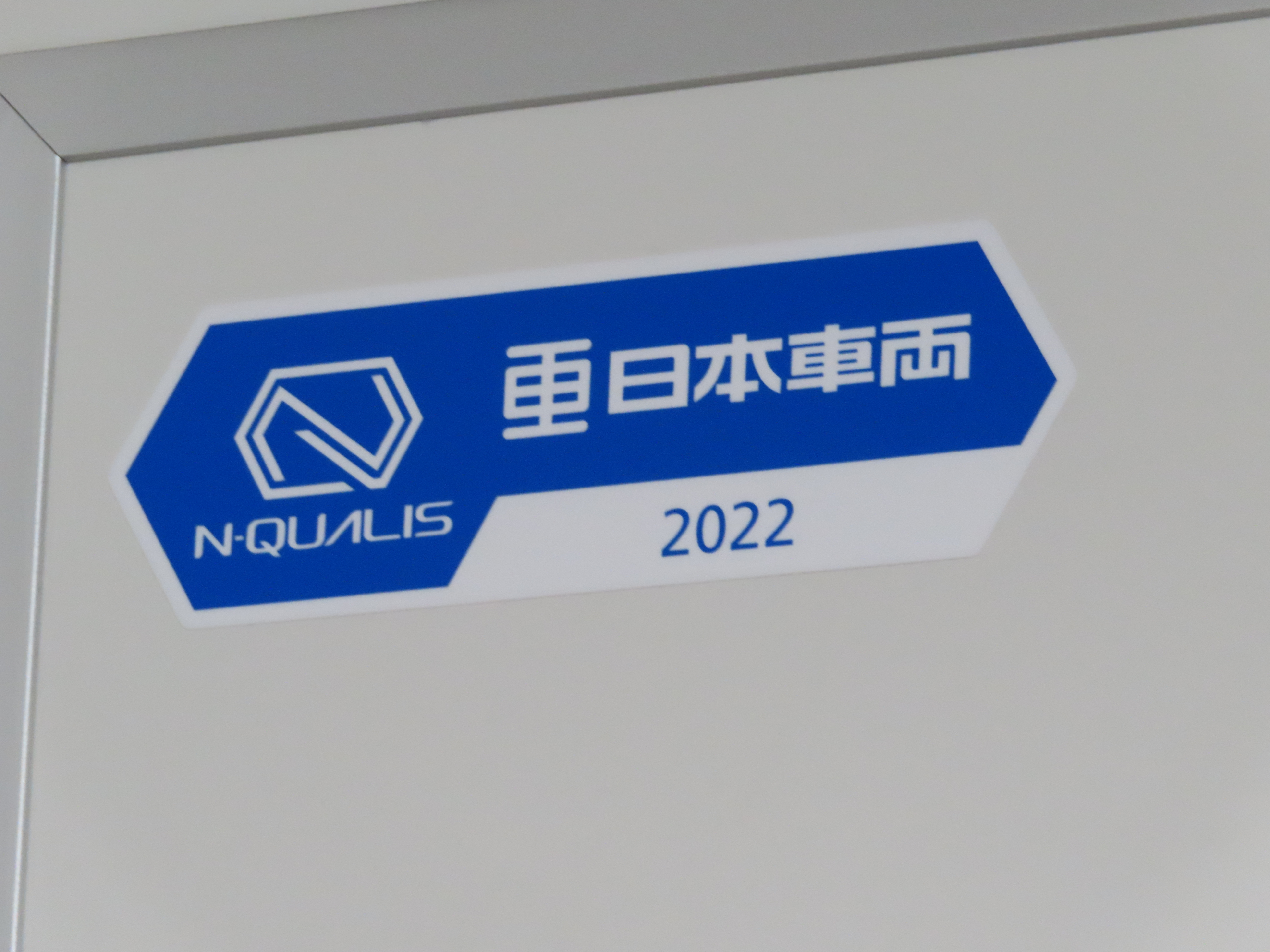
Logo N-QUALIS

## Flotte
La production finale est prévue pour 42 rames à 4 voitures (numérotées C101), et 23 rames à 8 voitures (numérotées C1).

### Voitures
MoHa 315 : 
Motrice intermédiaire. Un espace pour les usagers en fauteuil roulant est prévu.
- MoHa 315-0/3000 (M1) :

Motrice équipée d'un dispositif de contrôle (unité de circuit principal + unité d'alimentation auxiliaire), pantographe, etc. La voiture Moha 315-0 est destinée aux trains à 8 voitures et la voiture Moha 315-3000 aux trains à 4 voitures.
- MoHa 315-500/3500 (M2) :

Motrice équipée d'un dispositif de commande du véhicule (circuit principal), pantographe, etc. sont installés. La voiture Moha 315-500 est destinée aux trains à 8 voitures et la voiture Moha 315-3500 aux trains à 4 voitures.
Kuha 315 (Tc1) :
Remorque d'extrémité équipée d'une cabine de conduite et d'un espace pour les fauteuils roulants près de la première place. Elle est équipée d'un onduleur pour le fonctionnement d'urgence, d'une batterie de stockage pour le fonctionnement d'urgence et d'un compresseur d'air. La dénomination -0 est destinée aux trains à 8 voitures et -3000 aux trains à 4 voitures.
Kuha 314 (Tc'1) :
Remorque d'extrémité équipée d'un cabine de conduite, de toilettes pour handicapés près de la troisième place et d'un espace pour fauteuil roulant près de la quatrième place, et est équipé d'une batterie de stockage, d'un compresseur d'air et d'autres équipements. La dénomination -0 est destinée aux trains à 8 voitures et la -3000 aux trains à 4 voitures.
Saha 315 :
Remorque intermédiaire incorporée dans les rames de 8 voitures. Un espace pour fauteuil roulant est prévu près de la deuxième place.
- Saha 315-0 (T1) :

Remorque équipée d'une batterie de stockage et d'un compresseur d'air.
- Saha 315-500 (T2) :

Remorque équipée d'un onduleur pour le fonctionnement d'urgence, d'une batterie de stockage pour le fonctionnement d'urgence et d'un compresseur d'air.

### Composition
Légende :
- Cont: Dispositif de contrôle du véhicule,
- SIV : Alimentation auxiliaire (onduleur statique)
- MG : convertisseur statique (ancêtre du SIV) (190 kVA moteur sans balai MG)
- CP: Compresseur d'air,
- VVVF : Onduleur de tension systeme de contrôle de puissance
- ♀: Véhicule réservé aux femmes
- <>,< ou > : pantographe
- MoHa ou Moha (モハ) →Motrice sans cabine
- SaHa ou Saha (サハ) →Remorque sans cabine
- KuHa ou Kuha (クハ) →Remorque avec cabine
- KuMoHa ou Kumoha (クモハ) →Motrice avec cabine

#### Sous-série 0
Au 22 mars 2023, il y avait 12 trains de 8 voitures (rames C1 à C12), soit 96 voitures, au dépôt de Jinryo. Sur la ligne principale Chūō, la voiture orientée vers Nagoya est numérotée voiture 1.Elles sont en configuration 4M4T .
|              | ← Nagoya Nakatsu → |            |              |            |              |            |              |          |
|              |                    |            |              |            |              |            |              |          |
| Voiture No.  | 1                  | < 2        | < 3          | 4          | 5            | < 6        | < 7          | 8        |
| Désignation  | Tc1                | M1         | M2           | T1         | T            | M1         | M2           | Tc'1     |
| Numérotation | KuHa 315           | MoHa 315-0 | MoHa 315-500 | SaHa 315-0 | SaHa 315-500 | MoHa 315-0 | MoHa 315-500 | KuHa 314 |
| Equipement   | CP                 | VVVF-SIV   | VVVF         | CP         | CP           | VVVF-SIV   | VVVF         | CP       |

#### Sous-série 3000
Depuis le 10 février 2023, deux trains de 4 voitures (trains C101-C102), soit 8 voitures, sont affectés au dépôt de Shinryo. De plus, contrairement à la sous-série 0, la sous-série 3000 a un coupleur électrique et un capot pénétrant, et la jupe et la face avant sont différentes.Elles sont en configuration 2M2T (en formation III)
|              | ← Nagoya Nakatsu → |               |               |               |
|              |                    |               |               |               |
| Voiture No.  | 1                  | < 2           | < 3           | 4             |
| Designation  | Tc1                | M1            | M2            | Tc'1          |
| Numerotation | KuHa 315-3000      | MoHa 315-3000 | MoHa 315-3500 | KuHa 314-3000 |
| Equipement   | CP                 | VVVF-SIV      | VVVF-SIV      | CP            |

## Exploitation
En mars 2022, l'exploitation commerciale a commencé sur la ligne principale Chūō (entre la gare de Nagoya et la gare de Nakatsugawa), et depuis la révision des horaires le 12 mars de la même année, les rames circulent jusqu'à la gare de Setoguchi sur la ligne Aichi Loop les soirs de semaine. 
Il est possible de coupler la série 315 avec les séries 211, 311, 313 et 213, mais à partir de mars 2023, seuls des compositions fixes de 8 voitures sont utilisés pour un fonctionnement commercial, il est donc toujours exploité indépendamment et non couplé.
La vitesse maximale de conception est de 130 km/h comme la série 313, mais elle n'atteint que 110 km/h sur la ligne principale Chūō pour égaler les performances de la série 211.

## Plans futurs
La série 315 sera introduite progressivement sur les lignes Chūō, Tokaido et Kansai, principalement dans les zones métropolitaines de Nagoya et Shizuoka.
De 2021 à 2025, 352 voitures (23 trains de 8 voitures et 42 trains de 4 voitures) devraient être fabriquées.
Le 22 décembre 2022, la sous-série 3000 à 4 voitures (C101/102) est apparue et est en cours de test. Un coupleur électrique et un capot pénétrant sont installés, la jupe et le visage sont différents et une caméra de confirmation de sécurité est installée.

## Modélisme
La série 315 est reproduite à l'échelle N par Kato et Tomix.

## Galerie photos

### Extérieur

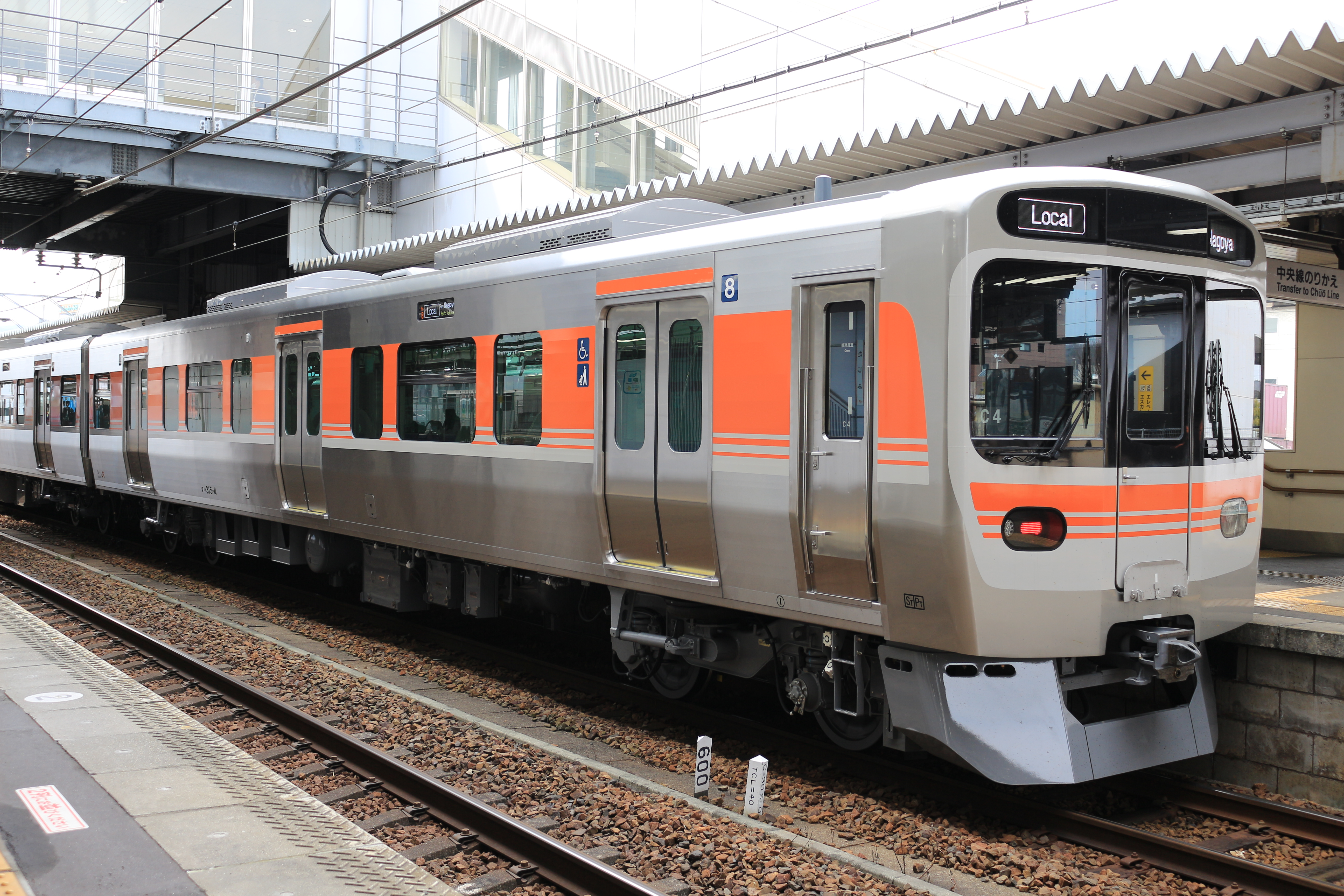
Une voiture de tête
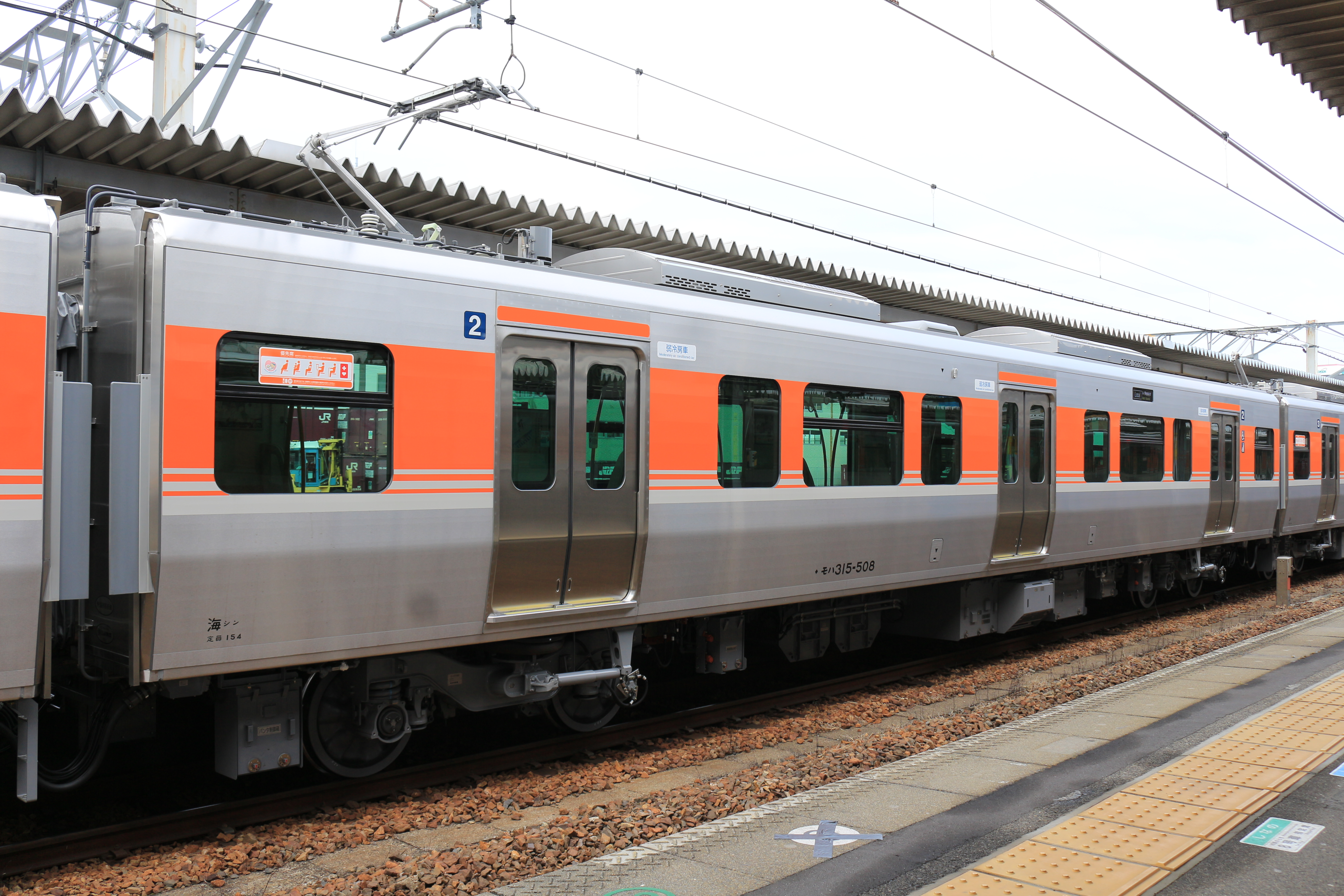
Une motrice intermédiaire

### Intérieur

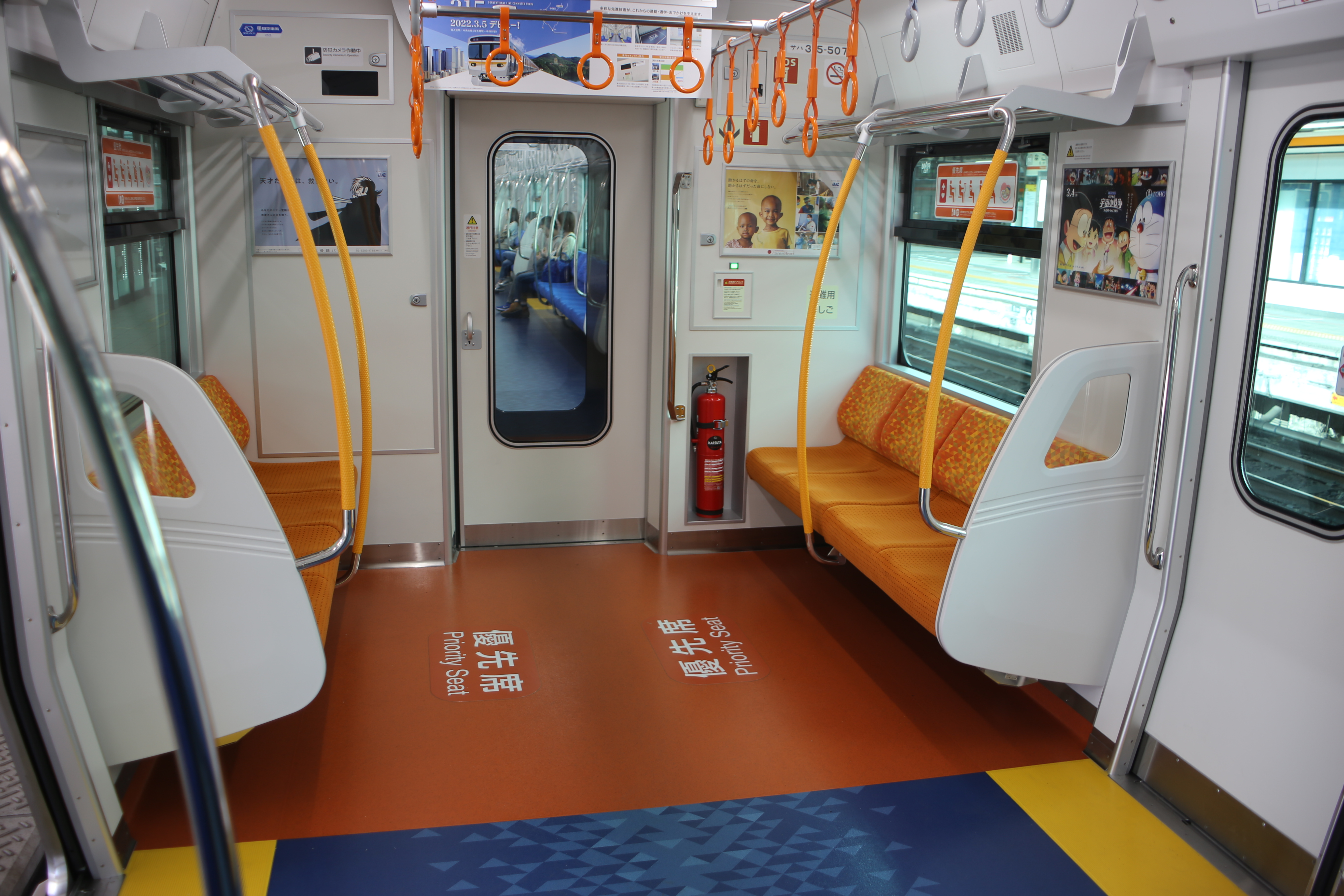
Espace prioritaire
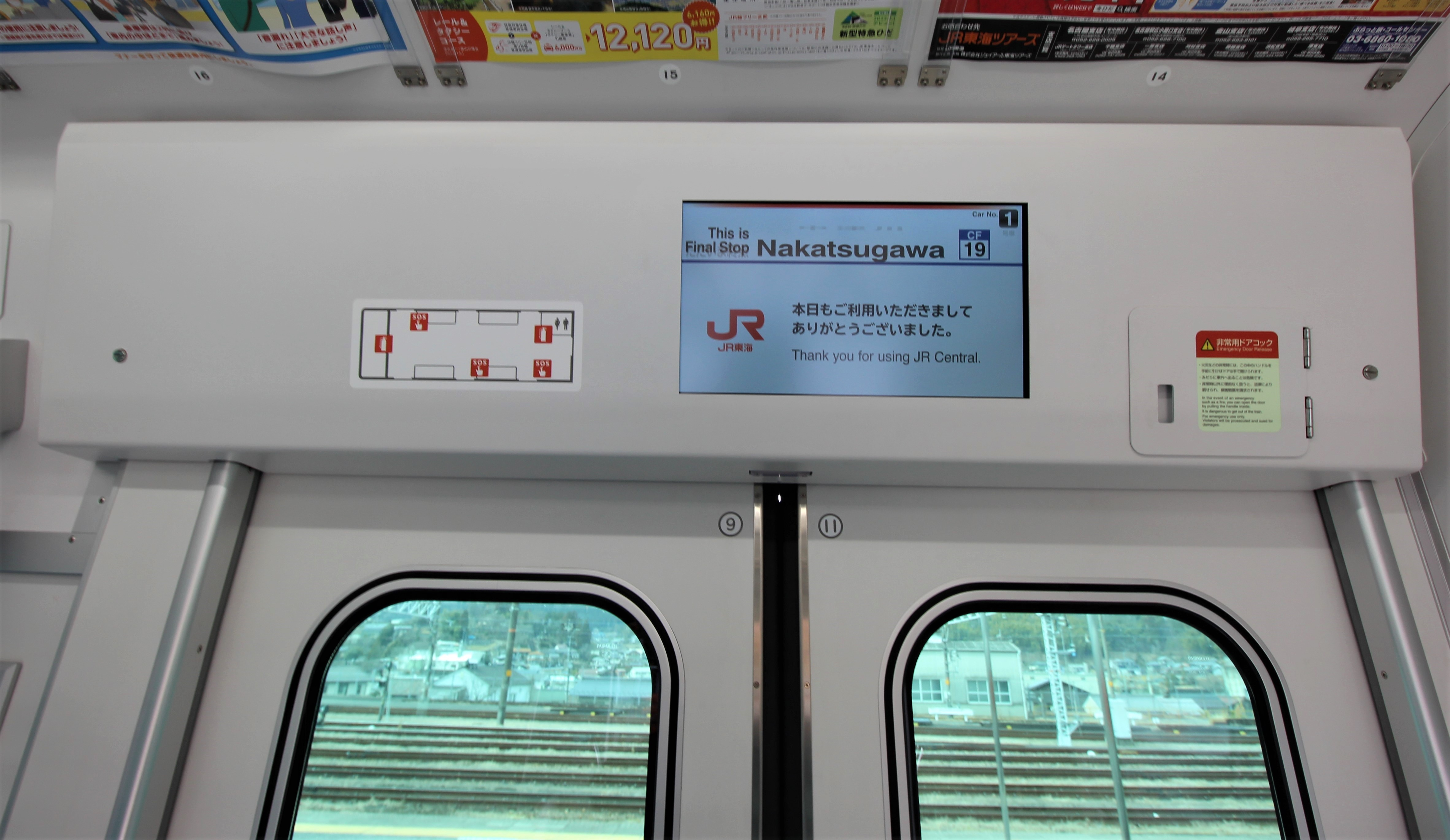
Ecran LCD. Veuillez noter l'absence du second écran pour la publicité comme dans les trains de la JR East
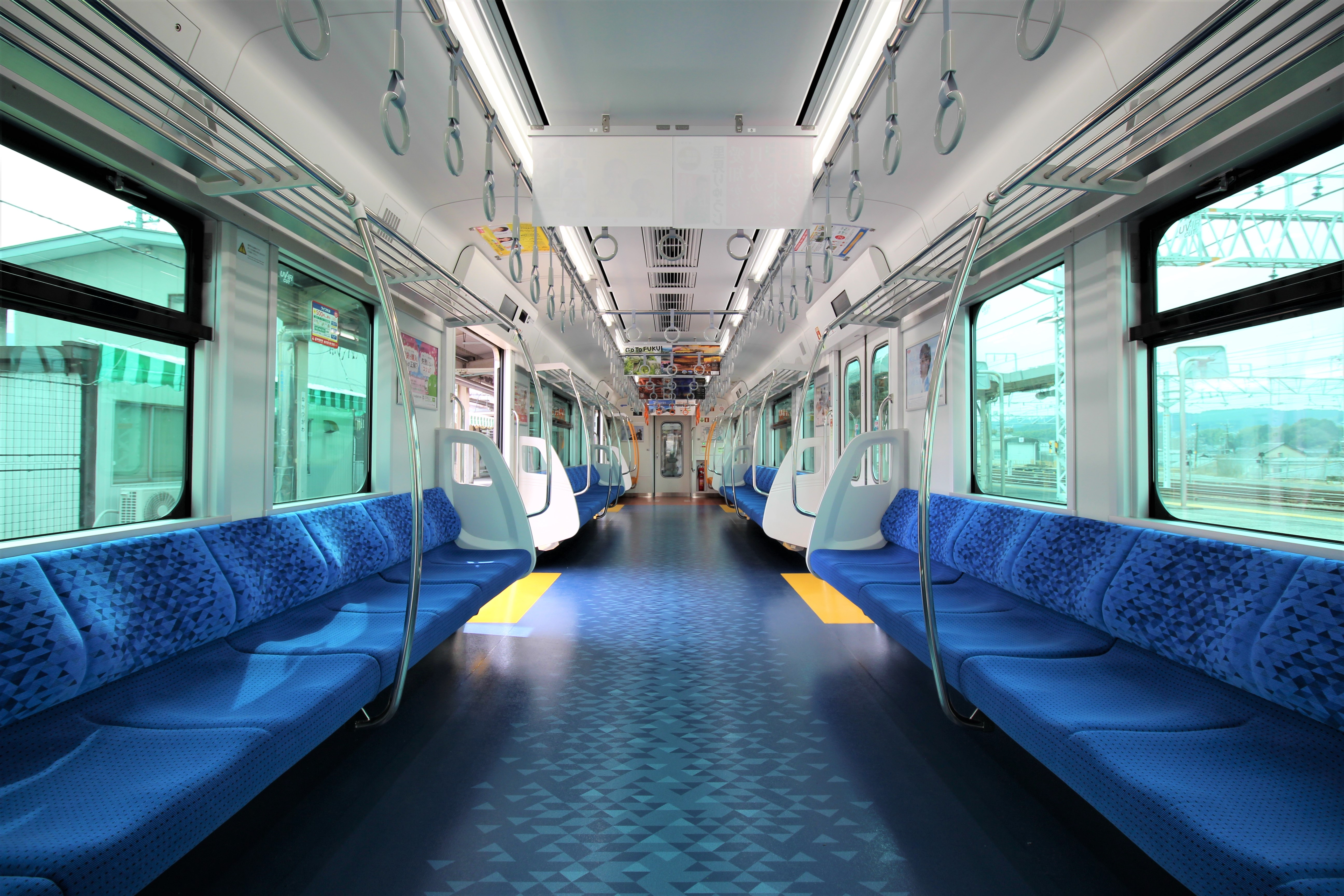
Vue générale
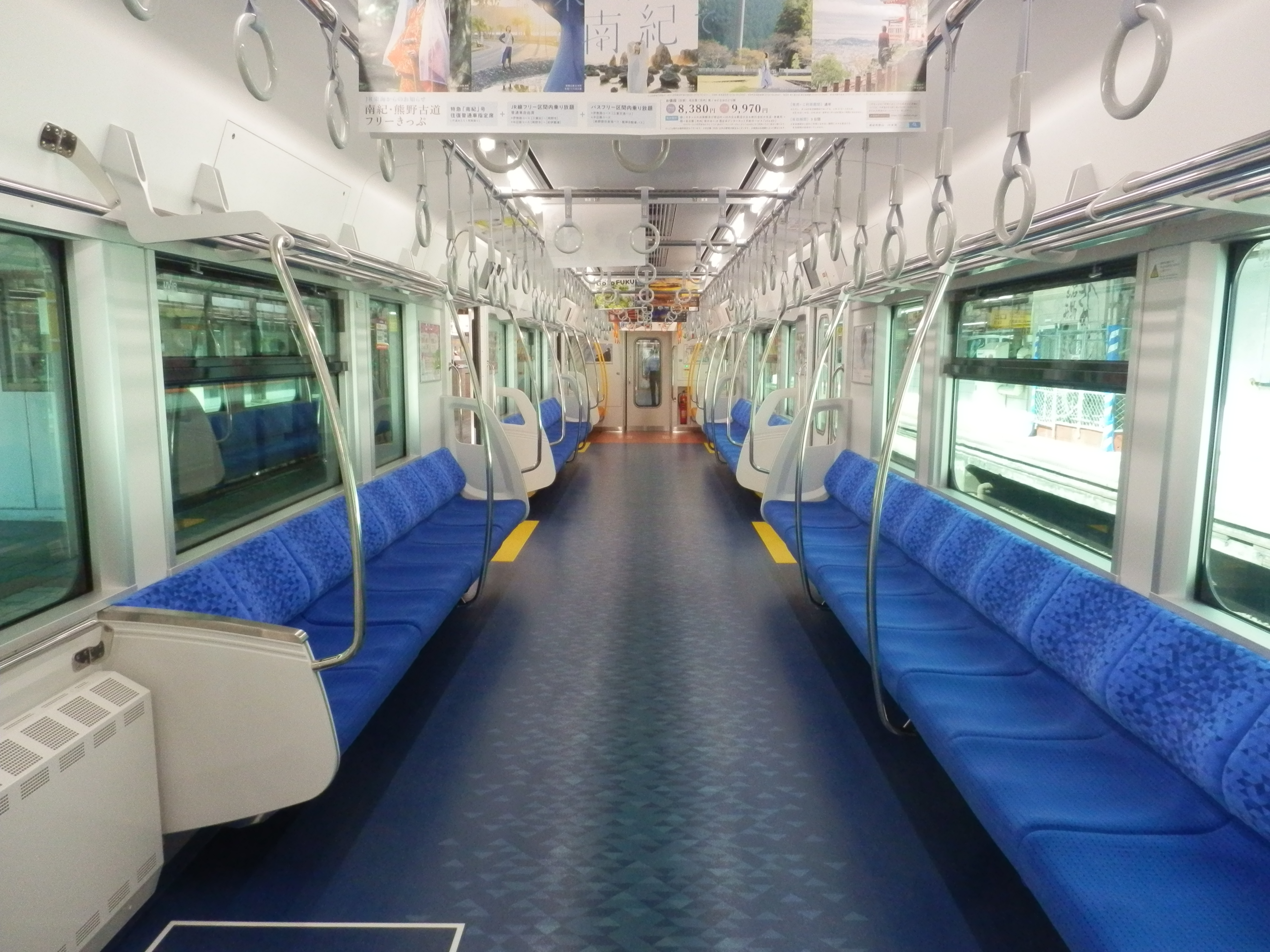
Vue générale